# Cleocnemis mutilata
Cleocnemis mutilata là một loài nhện trong họ Philodromidae.
Loài này thuộc chi Cleocnemis. Cleocnemis mutilata được Cândido Firmino de Mello-Leitão miêu tả năm 1917.